# Shoegaze
El shoegaze (originalmente llamado shoegazing) es un subgénero del rock alternativo surgido a finales de los años 80 en Irlanda y Reino Unido, teniendo su pico de popularidad a comienzos de la década de 1990. Fue bautizado así por la prensa debido al uso intensivo de unidades de efectos, que hacía que los integrantes de las bandas tocaran mirando hacia el suelo sin tener contacto visual con su público (en inglés, el término proviene de shoe (zapato) y gazing, del verbo gaze, que significa mirar fijamente). A esta escena también se le llamaba  "la Movida del Valle del Támesis" o "Happy Valley" o, más mordazmente, "La Escena Que Se Celebra A Sí Misma".
Sus características principales fueron las guitarras con mucha retroalimentación, ruidosas y a la vez melódicas, plagadas de pedales de efectos como el flanger, reverb o chorus, los ambientes espaciales que creaban y sus letras, entre sombrías y melancólicas —la mayor parte del tiempo susurradas—. Generalmente reconocían (explícita o implícitamente) como influencias a The Jesus and Mary Chain, Slowdive, The Velvet Underground, The Beatles, Pink Floyd, Spacemen 3, los Cocteau Twins, The Beach Boys y Brian Eno.
Las características de este género se presentan muchas veces combinadas con otros como el dream pop, el cual busca los mismos climas, pero utilizando más bien ecos en sus guitarras y no tanto distorsiones, y el post rock, que si bien utiliza una gama de sonidos e influencias más amplia, suele tomar prestado del shoegaze la experimentación con las distorsiones de las guitarras. Por ese motivo es difícil catalogar a determinada banda como perteneciente a uno u otro género, puesto que su encasillamiento suele variar de un álbum a otro o incluso de una canción a otra.
El género comenzó a decaer con la aparición de bandas grunge –Nirvana, Soundgarden, Alice in Chains y Pearl Jam en Estados Unidos– y del britpop –Oasis, Pulp, Blur (quienes también tenían claros elementos shoegaze en su primer álbum Leisure) y Suede en Reino Unido– que lograron un gran éxito comercial, a diferencia de las bandas de la escena shoegaze, que mantenían una esencia underground.

## Artistas de la escena

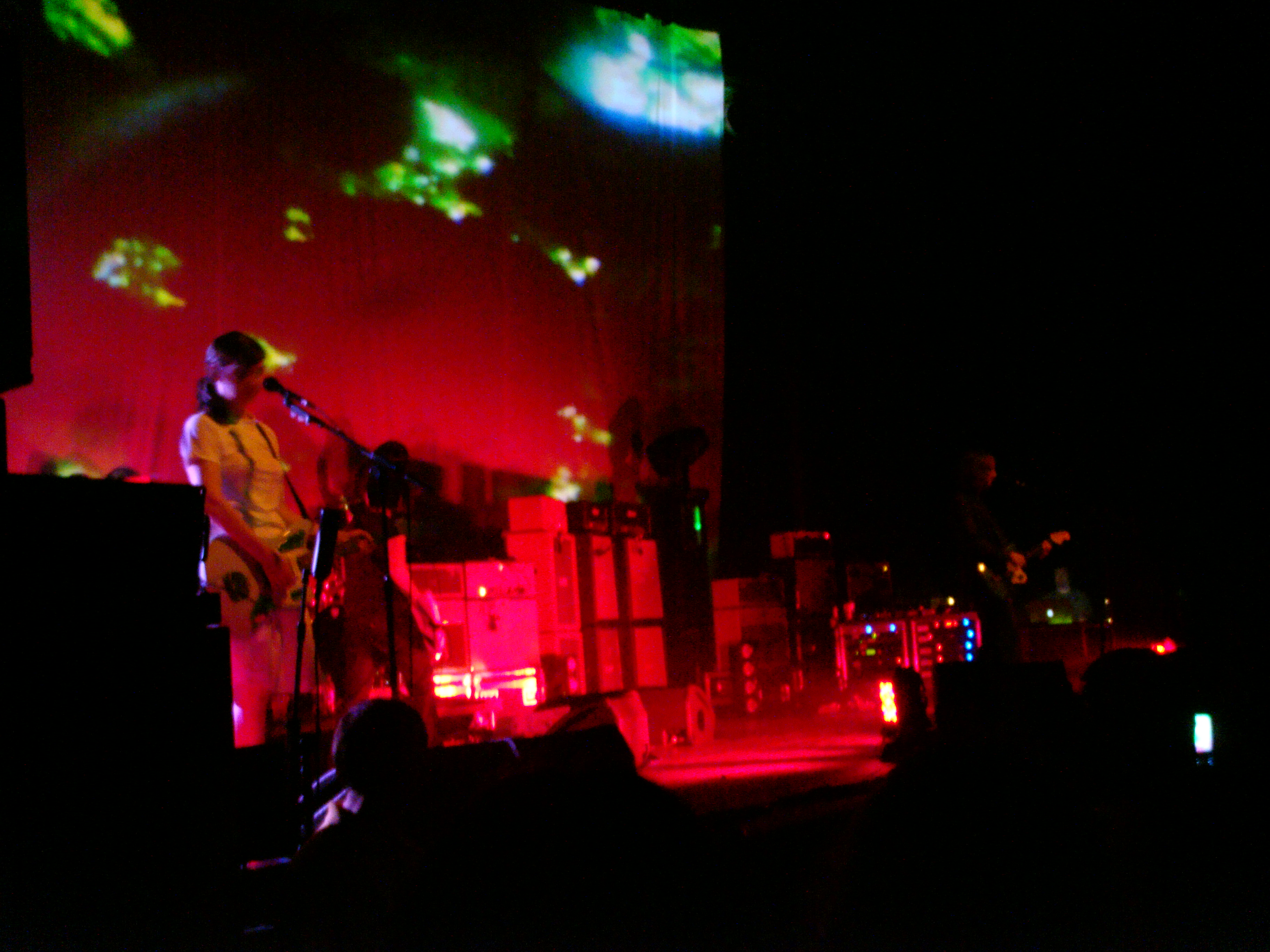
My Bloody Valentine.

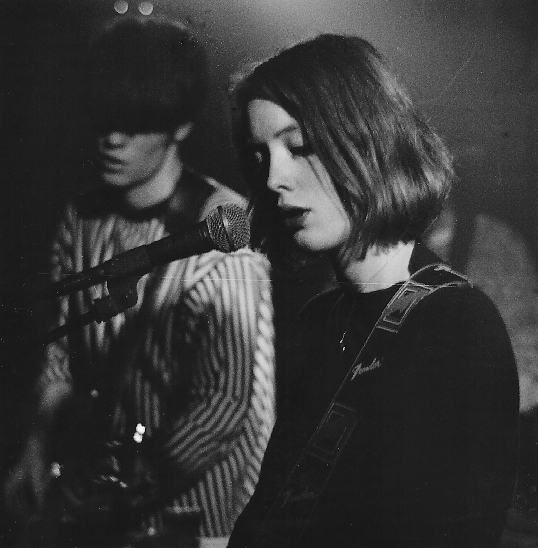
Slowdive en 1992.

Puede decirse que las raíces profundas del género se hunden en el Reino Unido hasta el año 1986, cuando la revista New Musical Express editó el casete recopilatorio C86, documentando una escena underground que practicaba una especie de pop ruidoso y con mucha distorsión. Con posterioridad fueron bandas de esta movida las que fueron virando hacia un sonido menos ingenuo y más ambiental. My Bloody Valentine es la más representativa de esas bandas, la que fue desarrollando las bases del género. Según el crítico Piero Scaruffi, la banda, desde sus primeros lanzamientos "fue un paso más allá que Jesus And Mary Chain, en el sentido de que renunciaba a la violencia del punk y se remontaba a las formas más dilatadas del acid-rock. La guitarra "shoegazing" de Kevin Shields emuló la dicha galáctica invocada por Jerry García y Jimi Hendrix, y ayudó a que las dulces letanías se abrieran camino hacia un trance trascendental". Este mismo sonido, sumado a capas y capas de teclados, llevaría el género a la máxima expresión con su disco Loveless (1991). Este álbum conmocionó no sólo al Reino Unido sino a todo el mundo con su hermoso sonido hecho de capas intrincadamente construidas de ruido de guitarra. Hasta el día de hoy, es reconocida como una obra magistral. El crítico Dele Fadele escribió: «Loveless dispara una bala de plata hacia el futuro, pidiendo a todos que se atrevan a probar y recrear su mezcla de estados de ánimo, sentimientos, estilos y, sí, innovaciones». Mientras que Fadele expresó un poco de decepción porque el grupo parecía haberse desasociado de las líneas de bajo de la música dance y reggae, concluyó que «Loveless sube la 'ciega', y, por muy decadente que uno pueda encontrar la idea de elevar a otros seres humanos a dioses, My Bloody Valentine, con defectos y todo, se merecen más que tu mero respeto». El crítico de Melody Maker Simon Reynolds alabó el álbum declarando que «junto a Yerself is Steam de Mercury Rev, Loveless es el disco de rock más extremo, íntimo y grande de 1991». Rolling Stone le otorgó cuatro de cinco estrellas. En una reseña compartida con las otras bandas de Creation Records Chapterhouse y Velvet Crush, la periodista musical Ira Robbins escribió: «A pesar de la intensa habilidad del álbum para desorientar —esto es real, no reajuste su equipo de música— el efecto es curiosamente el de levantar el ánimo. Loveless rezuma un sonido balsámico que primero te abarca y después pulveriza lentamente el frenético estrés de la vida». Punknews.org comentó en 2003 que el disco «es perfecto. Desde el diseño de la portada con su neblina rosa hasta los sonidos ambientales que unen las canciones, Loveless"' reparte en todos los frentes». El periódico The New York Times lo describió como «un desconcertante caos sinfónico para los oídos que justifica plenamente que Shields diga que la guitarra eléctrica sigue conteniendo un universo de sonidos desconocidos». 
Loveless ha estado en numerosas listas de las revistas especializadas. Se colocó en el puesto número catorce de la lista Pazz & Jop de los mejores álbumes de 1991, elaborada por Village Voice mediante encuesta a diversos críticos. En 1999, Pitchfork Media nombró a Loveless el mejor álbum de los años 1990. Aunque, en la revisión que hicieron en 2003, bajó al puesto número dos, intercambiando posición con OK Computer de Radiohead. En 2003, apareció en el puesto 219 de la lista de los 500 mejores álbumes de todos los tiempos elaborada por la revista Rolling Stone. En 2004, The Observer lo colocó en el puesto veinte de su lista de los 100 mejores álbumes británicos de todos los tiempos, diciendo que era «el último gran álbum de rock extremo». También se posicionó en el puesto número 22 de la lista de los 100 mejores álbumes de 1985-2005 de la revista Spin. Chuck Klosterman escribió: «Cuando alguien usa la frase 'guitarras espirales', es por este álbum. Un testamento sobre la producción de estudio y perfeccionismo, Loveless tiene un espesor que convierte los sonidos duros en suaves y frágiles».
Otras bandas que por la misma época lograron resultados notorios fueron Ride con su disco Nowhere (1990), Slowdive con Souvlaki, Pale Saints, The Jesus and Mary Chain (cuyo álbum debut de 1985, Psychocandy, suele considerarse el antecedente más remoto del sonido shoegaze), Chapterhouse, Catherine Wheel, Lush, Swervedriver, Curve, The Telescopes, My Dead Girlfriend, The Boo Radleys y The Verve, en sus comienzos. También Sun Dial, que apostaba por un sonido más cercano a la psicodelia clásica. y otras bandas indie como Blur (en su primer disco, Leisure), Thousand Yard Stare, See See Rider y Stereolab. También Moose, que a menudo intercambiaba miembros con otras bandas. Russell Yates de Moose y el guitarrista de Stereolab Tim Gane a menudo intercambiaban lugares, mientras que "Moose" McKillop tocaba a menudo con See See Rider. Gane y su compañera de Stereolab Lætitia Sadier incluso tocaron en la sesión de Moose de 1991 para el show de John Peel en la BBC Radio 1.
Las bandas, productores y periodistas de la época se reunían en Londres y sus actividades se relataban en las páginas de chismes de los periódicos musicales NME y Melody Maker. El club y punto focal más famoso era Syndrome, que estaba ubicado en Oxford Street y funcionaba semanalmente los miércoles por la noche. La NME, en particular, acogió con agrado la escena, y la unidad de las bandas probablemente fue ventajosa para sus carreras, porque cuando una banda tenía un disco exitoso, las otras podían compartir la publicidad. 
Desde finales de los años 90, han aparecido nuevos representantes del género con grupos como Southpacific, Airiel, The Meeting Places, Air Formation y Readymade (no confundir con la banda de rock alemana de Wiesbaden). La banda de Chicago Film School, que tiene claras referencias a los primeros trabajos de Chapterhouse, ha cosechado un gran éxito en los últimos años. El grupo A Place to Bury Strangers representa el estilo influenciado por el noise rock.

### Declive y Renacimiento
La acuñación de la expresión "la escena que se celebra a sí misma" fue, en muchos sentidos, el principio del fin para la primera ola de shoegazers. Los críticos percibieron a las bandas como privilegiadas, autoindulgentes y de clase media. Esta percepción contrastaba tanto con las bandas que formaron la ola de música grunge recientemente comercializada que cruzaba el Atlántico, como con las bandas que formaron la base del Britpop, como Pulp, Oasis, Blur y Suede. El britpop también ofrecía letras inteligibles, a menudo sobre las pruebas y tribulaciones de la vida de la clase trabajadora; esto contrastaba marcadamente con el enfoque de "la voz como instrumento" de los shoegazers, que a menudo valoraban la contribución melódica de las voces por encima de su profundidad lírica. El último álbum de Lush fue un cambio abrupto del shoegaze al britpop, lo que enajenó a muchos aficionados; El suicidio de su baterista Chris Acland en 1996 culminó con la disolución de la banda.
En 1994, cuando My Bloody Valentine anuncia su retiro, dejando sin sucesor al ya por entonces mítico Loveless, un intento por continuar la herencia del mismo puede ser Quique, de los galeses Seefeel. En este trabajo ya se notaba un mayor protagonismo de las programaciones electrónicas, y se sentaban las bases de una de las conjunciones que más contribuirían a la reivindicación del género en el siglo XXI: la mezcla de shoegaze y ambient.
Slowdive finalmente se transformó en el country rock con infusión de dreampop de Monster Movie y Mojave 3, mientras que otras bandas de shoegaze se separaron o tomaron otras direcciones. Pronto, el uso de música electrónica bailable y elementos ambientales por parte de bandas como Slowdive y Seefeel allanó el camino para desarrollos posteriores en el post-rock y la música electrónica. Vários exmiembros de bandas shoegaze más tarde migrarán hacia el post-rock y el trip hop más electrónico. 
A finales de la década de 1990 y principios de la de 2000 comenzó un resurgimiento del género (particularmente en los Estados Unidos), lo que ayudó a marcar el comienzo de lo que ahora se conoce como la era del "nu gaze", género que se inspira mucho en el shoegaze pero incorpora sintetizadores más modernos y pistas de batería. Además, varios actos de heavy metal se inspiraron en el shoegaze, lo que contribuyó al surgimiento del estilo post-metal. Particularmente a mediados de la década de 2000, los artistas franceses de black metal Alcest y Amesoeurs comenzaron a incorporar elementos shoegaze en su sonido, siendo pioneros en el género llamado blackgaze.

## Legado
Tras el éxito de principios de los años 1990, el género cayó en el olvido, pero una década después, una nueva camada de grupos musicales de distintas partes del mundo con estas influencias empezaron a surgir en América.
- Estados Unidos y Canadá: Si bien el shoegaze explotó brevemente y luego se desvaneció en el Reino Unido, las bandas de la ola inicial tuvieron un inmenso impacto en el desarrollo de la escena regional underground y del rock universitario en los Estados Unidos.[25] La gira de Lush y Ride por Estados Unidos en 1991 fue en particular una inspiración directa para el surgimiento de grupos de shoegaze estadounidenses.,[26] incluidos Lilys, Swirlies, The Veldt, Half String[27]y Ozean. En Canadá y en las regiones del norte de Estados Unidos se ha establecido una nueva escena de shoegazing, aunque allí se le conoce principalmente como dream pop. Los ejemplos incluyen bandas que (al igual que Slowdive) se basan en parte en antiguos grupos de Ethereal Wave y en parte usan sonidos que fueron utilizados por Robin Guthrie (ex guitarrista de los Cocteau Twins), siendo la banda más reconocida del género Beach House, que incluso han tomado también elementos más propios del shoegaze para la elaboración de algunas de sus canciones. Al mismo tiempo, hubo una interrelación cada vez mayor entre el shoegazing, el rock etéreo y gótico. Ejemplo de ello son grupos como Vendemmian (Honesty and Lies), Siddal (Beds of Light), Autumn's Grey Solace, Lowsunday, Love Spirals Downwards o Tearwave. Ya en el siglo XXI, empezaron a resurgir referentes como The Pains of Being Pure at Heart, A Place to Bury Strangers, Ringo Deathstarr, Asobi Seksu, Skywave y su continuación Ceremony, No Joy, The Raveonettes (originalmente formados en Dinamarca pero establecidos en Estados Unidos), Deerhunter, Crystal Castles, LSD and the Search for God, Tamaryn (originaria de Nueva Zelanda pero establecida en Estados Unidos), Whirr, Lightning Bug y Airs. Por otra parte, las nuevas olas de géneros alternativos como el dream gaze, siendo Norteamérica la referencia principal de este a nivel mundial. Algunos exponentes son Mac DeMarco, Men I Trust, Vacations, Feng Suave, Castlebeat, Acid Ghost y Salvia Palth.
- Inglaterra y resto de Europa: Air Formation, los ucranianos Pia Fraus, La Casa al Mare, Amusement Parks on Fire, M83, Mew, The Horrors, Cheatahs, TOY, The Joy Formidable, Echo Lake, Chain of Flowers y The Manhattan Love Suicides están entre los mayores referentes de la escena shoegaze del sigo XXI. En Francia, merece una mención especial la banda Alcest, pionera del sonido blackgaze, que es continuado por otros proyectos paralelos de sus miembros (Les Discrets y Amesoeurs).
- México: Potencialmente en México a finales de los 2010s surgieron gran cantidad de bandas a partir del nuevo movimiento americano apodado dream gaze (o la nueva ola del dream pop) consiguiendo ser las escena más relevante del género en español. Generalmente comparten influencias del surf punk otro género alternativo viviente a finales de la década. Algunas bandas relevantes son Mint Field, THE LSDAYS, Lasitud, Sadfields y PILGRIMS.
- Colombia: Encarta 98 y Stallone son los mayores referentes respecto al género musical. También Nicolás y los Fumadores que retoma los nuevos sonidos del llamado dream gaze con el jazz.
- España: Los Planetas, una de las bandas más renombradas del indie rock español de los años 90, conjuga influencias de distintos géneros, entre los cuales hay una fuerte carga de shoegaze, que incluso se fue fortaleciendo en sus últimos trabajos, los del siglo XXI. Con posterioridad surgieron en España bandas muy identificadas con el género como Triángulo de Amor Bizarro, Nadadora, Belako, Los Marcianos, Blacanova, Klaus & Kinsky, Noise Nebula, Linda Mirada o Apartamentos Acapulco, entre otros.
- Perú: En Sudamérica, fue uno de los países donde mejor se desarrolló una escena experimental con fuerte presencia del ambient, el post rock, el dream pop y el shoegaze. Este último género tuvo un representante excepcional en Silvania, quienes emigraron a España y se convirtieron en una referencia fundamental de la escena shoegaze de ese país. Más adelante se destacó Resplandor, y otras bandas con menor trascendencia mediática, como Espira, Evamuss, Puna, Orquídea y Serto Mercurio desde 2008.
- Argentina: Ya en los años noventa, en plena efervescencia del denominado shoegaze en el Reino Unido, las influencias de esas bandas se hicieron sentir en el rock argentino siendo Iguana Lovers la primera banda del género en tocar en vivo en 1990 dejando algunos registros grabados dados a conocer más tarde e incluso llegaron a un público masivo por medio de la apropiación hecha por Soda Stereo en su reconocido álbum Dynamo de 1992. El siguiente disco clásico del shoegaze argentino fue Electronauta, disco debut de Juana La Loca, banda que luego tomaría por otros caminos estilísticos diferentes. También hay momentos shoegaze en los dos primeros discos de Los 7 Delfines y en Sun Fell, de Mellonta Tauta, aunque en este predomina el tono dream pop. Lo mismo en el efímero proyecto Plum, formado por el baterista de Soda Stereo, Charly Alberti con quien era su pareja del momento, la modelo Deborah de Corral. En 1995, una iniciativa privada logró editar un álbum compilado llamado Evolución vol. 1 con bandas underground de Buenos Aires totalmente identificadas con el sonido shoegaze: Rayos Catriel, Ojo de Pez, Atlántica, Die Blumen, Psicoprisma, El Pasaje y Giradioses. Esta última editó, poco después, Dormitorio, un CD que décadas después sería muy reivindicado por la escena shoegaze como uno de los experimentos más ambiciosos de esa época. Ya en el siglo XXI, aparecen nuevas bandas que reivindican el género, como Atrás Hay Truenos, Jaime sin Tierra (aunque esta ya se hace presente a finales de los años 1990) y principalmente Asalto al Parque Zoológico. En la actualidad se destacan Nenagenix,El Club Audiovisual, Riel, Las Caricias, entre otras.
- Japón: Una de las bandas de shoegaze japonesas más conocidas en occidente es Asobi Seksu. Formado en los Estados Unidos, tiene letras en inglés y japonés y, a menudo, aparece en las listas de reproducción de shoegaze y dream pop. Los siguieron múltiples proyectos hoy conocidos a nivel mundial como Cruyff in the Bedroom, Ling Tosite Sigure, Coaltar of the Deepers, Tokyo Shoegazer, The Florist, Spangle Call Lilli Line y Epaksa.
- Corea del Sur: Parannoul logró consolidarse como uno de los artistas de shoegaze proveniente de Corea del Sur más reconocidos en las redes sociales. Parannoul innovó la escena surcoreana de shoegaze con la utilización de baterías de forma excesiva. Entre otros artistas se encuentran Asian Glow, quien colaboró en muchas ocasiones con Parannoul.
- Chile: A mediados de los años 1990 se editaron álbumes de bandas como Mal Corazón, Shogún, Luna in Caelo,[28] Christianes, Sien, Turbomente y Solar, que en distintas medidas reunían características e influencias[29] del género. En etapas posteriores pueden mencionarse otras bandas, como Adolescentes sin Edad, Chico Bestia, Lumpen and The Happy Pills, Trementina,[30] Chicago Toys, Adelaida, Mi Andrómeda, The Ganjas, El Significado de Las Flores, Casino, Velódromo y Los Bigotes (Osorno). Si bien no es un compilado exclusicamente de shoegaze, NMC Pop de Guitarras Archivado el 30 de abril de 2019 en Wayback Machine. (2016) incluye registros de bandas activas que están influidas por esta escena.
- Ecuador: Sexores y Benazir son proyectos de la escena ecuatoriana que actualmente han incursionado en el shoegaze.
- Paraguay: The Crayolas, Invierno del 92 y Mi Sueño Póstumo.
- Venezuela: Zlap y Joshuan Lavender